# Колпна (река)
Колпна (в верховье Колпёнка) — река в России, протекает в Орловской области. Правый приток Зуши.

## География
Река берёт начало у деревни Панарино. Течёт на юг, у села Игумново поворачивает на запад. Колпна впадает в Зушу около деревни Самохин Луг. Устье реки находится в 83 км от устья реки Зуши по правому берегу. Длина реки составляет 33 км, площадь водосборного бассейна 237 км².

## Данные водного реестра
По данным государственного водного реестра России относится к Окскому бассейновому округу, водохозяйственный участок реки — Ока от города Орёл до города Белёв, речной подбассейн реки — бассейны притоков Оки до впадения Мокши. Речной бассейн реки — Ока.
Код объекта в государственном водном реестре — 09010100212110000018346.